# Domestic (film)
Domestic este un film românesc din 2012 regizat de Adrian Sitaru. Rolurile principale au fost interpretate de actorii Adrian Titieni, Clara Vodă, Gheorghe Ifrim, Sergiu Costache.

## Distribuție
Distribuția filmului este alcătuită din:
- Gheorghe Ifrim — Domnul Mihăeș
- Natașa Raab — Doamna Vereș
- Iulia Marcov — Vecina agresivă
- Marian Râlea — George Vereș
- Sorin Cociș — Domnul Barbu
- Irina-Andreea Malcea — Mimi
- Dan Hurduc — Alin
- Sergiu Costache — Toni
- Marc Titieni — Victoraș
- Clara Vodă — Doamna Lazăr
- Mihai Munteniță — Titi adult
- Adrian Titieni — Domnul Lazăr
- Tania Filip
- Ecaterina Silișteanu — Ari
- Iulian Postelnicu
- Gabriela Popescu — Doamna Barbu
- Nicholas Bohor — Titi
- Ioana Flora — Ileana
- Ariadna Titieni — Mara
- Adriana Gheauru — Geta

## Primire
Filmul a fost vizionat de 5.719 spectatori de spectatori în cinematografele din România, după cum atestă o situație a numărului de spectatori înregistrat de filmele românești de la data premierei și până la data de 31 decembrie 2014 alcătuită de Centrul Național al Cinematografiei.